# Hikke
Hikke (latin: singultus) er en række korte, skarpe lyde fra halsen, som skyldes krampetrækninger i mellemgulvet, hvorved indåndingsluften pludselig afbrydes ved lukning af stemmelæberne og ender i en klik-lyd.
Én hypotese er at menneskers hikken stammer fra vores forfædre – padderne.
Kortvarig hikke kan skyldes indtagelse af kolde drikke, alkohol el. krydrede spiser, der irriterer maveslimhinden.
Langvarig hikke kan være et tegn på alvorlig sygdom, fx hjernesygdom, forstyrrelser i elektrolytbalancen eller strubekræft. Den må derfor undersøges af læge.